# V344 Весов
V344 Весов (лат. V344 Librae) — одиночная переменная звезда в созвездии Весов на расстоянии (вычисленном из значения параллакса) приблизительно 10800 световых лет (около 3311 парсеков) от Солнца. Видимая звёздная величина звезды — от +13,3m до +12,1m.

## Характеристики
V344 Весов — красная пульсирующая полуправильная переменная звезда типа SRB (SRB) спектрального класса M. Эффективная температура — около 3200 К.